# 张磊 (歌手)
张磊 （1981年10月7日—），中国男歌手。2015年参加《中国好声音（第四季）》，在盲选阶段演唱歌曲《南山南》，并加入那英战队。在鸟巢冲刺夜，他又获得了那英战队的冠军。在鸟巢总决赛的终极对决中，他击败了周杰伦战队学员陈梓童，获得了总冠军。

## 参加《中国好声音第四季》
2015年，张磊参加了中国好声音第四季。在盲选阶段， 他演唱歌曲《南山南》，获得了除周杰伦以外其余三位导师的转身，并选择加入了那英战队。 在那英战队的导师考核中，他击败了学员朱强，成为那英战队四强。然后，他在导师对决中以大比分47-4击败周杰伦战队学员李安，进入10强。 接着，他在5强争夺赛（鸟巢冲刺夜）获得了最高分94.6%，成为那英战队冠军。 在10月7日的鸟巢总决赛，他顺利地进入了冠亚军争夺环节，最终以58.53% : 41.47%的成绩击败周杰伦战队学员陈梓童，获得了《中国好声音第四季》总冠军。